# Karniggels
Karniggels ist eine Filmkomödie von Detlev Buck aus dem Jahr 1991. Der Film mit Michael Lade, Ingo Naujoks und Julia Jäger in den Hauptrollen ist die erste gemeinsame Arbeit Bucks mit dem Produzenten Claus Boje.

## Handlung
Der im ländlichen Idyll Schleswig-Holsteins aufgewachsene Horst Köpper, genannt „Köppe“, ist dabei, seine Ausbildung zum Polizisten abzuschließen. Seine Leistungen sind im Vergleich zu seinen Kollegen unterdurchschnittlich, dennoch träumt er vom zukünftigen Dienst in einer großen Stadt wie Kiel oder Lübeck. Seine Ausbilder allerdings haben für den unbedarften Köppe ein etwas beschaulicheres Fleckchen Erde vorgesehen und schicken ihn als Praktikanten nach Barmstedt, wo jeder jeden kennt und wo man als normaler Bürger der Polizei stets mit Argwohn begegnet.
Köppes erste Fahrzeugkontrolle verläuft aufgrund seines unsicheren Auftretens erfolglos, als der kontrollierte Kraftfahrer, ein Schlachter namens Elle, ihn als „Lehrling“ bezeichnet und sich nicht von diesem kontrollieren lassen will. Der junge Polizist lässt sich allerdings nicht beirren und macht sogar mit seinem privaten Auto nachts Extrarunden, um einem geheimnisvollen Kuhmörder auf die Spur zu kommen, der in der Gegend schon mehrere Kühe auf der Weide zerstückelt hat. Dabei läuft ihm nachts erneut Elle über den Weg, der mit dem Auto liegen geblieben ist und nun durch die Feldmark läuft, um einen Abschleppwagen anzurufen. Köppe vermutet sofort, den Täter gefunden zu haben, und schlägt Elle nieder, nachdem diesem das Verhörspiel zu dumm wird. Aus dem Missverständnis entwickelt sich in der Folge eine Freundschaft.
Durch einen Autodiebstahl lernt er Annarina kennen, eine flippige junge Frau aus betuchtem Hause, und verliebt sich in sie. Als Köppe seinem neu gewonnenen Freund Elle einen Überraschungsbesuch abstattet, findet er ihn in seiner Garage vor, wie er gerade dabei ist, Annarinas gestohlenes Auto umzuspritzen. Das Pflichtbewusstsein als Polizist gewinnt in Köppe die Oberhand über die Freundschaft zu Elle, weshalb er ihn sogleich festnimmt und seinen Kollegen übergibt. Stolz bringt er den Wagen persönlich zu Annarina zurück, bei der gerade ein Fest stattfindet. Doch Annarina und ihr Vater zeigen nur wenig Interesse oder Dankbarkeit, da sie den Verlust bereits über ihre Versicherung geregelt haben und den umgespritzten Wagen nun sogar als Wertminderung ansehen. Überdies muss Köppe bei dieser Gelegenheit ansehen, wie seine Liebe mit einem anderen Mann flirtet.
Über den Frust, zwei Freundschaften verloren zu haben, betrinkt sich Köppe und fährt trotzdem noch mit dem Auto, wobei er in eine Polizeistreife gerät. Zwar versucht Nina, die mit ihm zusammen die Polizeischule besucht hat und in die er ebenfalls verliebt war, ihn zu schützen, fliegt aber auf. Aus Angst, seinen Job zu verlieren, begeht Köppe Fahrerflucht. Am nächsten Tag macht er sich in Uniform im VW-Transporter des Reviers auf eine irrwitzige Fahrt, bei der er auch einen Verkehrsunfall mit einem Foto „schlichtet“ und eine groteske Verkehrskontrolle durchführt. Am Ende wird er gefasst und vom Polizeidienst suspendiert, was seine Mutter zum Weinen bringt und seinen Großvater dazu veranlasst, ihm zu erklären, dass ab sofort „ein anderer Wind im Haus weht“ und er 350 D-Mark Kostgeld im Monat von ihm verlangen werde.
Elle hilft ihm, wieder auf die Beine zu kommen, indem er ihm eine Arbeitsstelle im Schlachthof verschafft. In der Zwischenzeit wurde von einem Bauern ein Lehrer als der gesuchte Kuhmörder entlarvt. Als schließlich auch Nina ihn besuchen kommt, scheint sich Köppes Leben wieder zum Guten zu wenden.

## Hintergrund
- Der Regisseur Detlev Buck hat im Film einen kurzen Gastauftritt als Postbote, ebenso Mitautor Wolfgang Sieg, der als Mann im Garten zu sehen ist.
- Der von Boje-Buck-Filmproduktion in Zusammenarbeit mit dem Westdeutschen Rundfunk produzierte Film hatte seinen Kinostart in Deutschland am 14. November 1991 und wurde im Fernsehen erstmals am 7. Juni 1995 in der ARD ausgestrahlt.
- Buck erklärte, dass seine Mutter ihm als junger Mann geraten hatte, Polizist zu werden, und sieht den Film als seine Vorstellung, wie er selbst eine mögliche Polizistenlaufbahn begonnen hätte.
- Der Film wurde gefördert von Hamburger Filmbüro e. V., dem Kuratorium Junger Deutscher Film, der Filmförderungsanstalt, der Berliner Filmförderung und der Drehbuchförderung der Drehbuchwerkstatt Berlin und des BMI.
- Teile des Films wurden in der Polizeidirektion für Aus- und Fortbildung im schleswig-holsteinischen Eutin gedreht.

## Kritiken
„Buck schaut weder mit dem Hochmut des Stadtneurotikers noch mit der stumpfen Besserwisserei des Naturburschen auf seine Geschöpfe: Er liebt sie vielmehr wegen ihrer Schwächen. Und so lacht der Zuschauer herzlich über die harte Arbeit der Feldpolizei, die bei ihrer Fahndung auf dem Feldweg einem Traktor hinterherschleichen muß, oder über die Festnahme einer Supermarktdiebin, die kreischend mit Eiern um sich wirft. Der Zuschauer erkennt sich selber: Was so ernst und hingebungsvoll betrieben wird wie hier der Dienst auf dem Lande, ist von außen gesehen komisch, weil es, von innen erlebt, der sogenannte Ernst des Lebens ist. Deutsche Provinz als Glücksfall.“

„In jedem Moment ist „Karniggels“ erschütternd authentisch und zugleich erschütternd harmlos. Aber es ist schön, mit anzusehen, wie Köppe am Ende seine Nina bekommt, und es beruhigt die Nerven, wenn man schließlich doch erfährt, wer die rätselhaften Kuhmorde begangen hat.“

„Komödiantischer Land-Krimi aus dem hohen Norden, der von der genauen Beobachtung von Land und Leuten, witzigen Figuren und trockenem Humor lebt.“

„Auch die anderen Schauspieler wirken als Polizisten, Bauern, blasierte Städter und sympathische Kleinkriminelle so realistisch, als würden man sie in Sagehorn in der Dorfkneipe treffen. Aber wichtige Darsteller sind Karnickel, Kühe und zahllose Fliegen. Die komischen Effekte, die Buck nur mit Naheinstellungen oder kurzen Schnitten aus diesen Viechern herausholt, beweisen, daß er zumindest als Filmemacher den Kuhstall weit hinter sich gelassen hat.“

## Auszeichnungen
- Detlev Buck erhielt bei der Verleihung des 13. Bayerischen Filmpreises 1992 für seine Leistung den Regienachwuchspreis.